# Ligne de Alexandrie à Plaisance
La ligne d'Alexandrie à Plaisance est une ligne de chemin de fer italienne qui dessert trois régions : l'Émilie-Romagne, la Lombardie et le Piémont. 
D'une longueur totale de 96 km, elle est gérée par RFI, et classée parmi les lignes dites fondamentale (principales) .  
Elle relie le nœud ferroviaire d'Alexandrie à celui de Plaisance, et dessert sur son parcours les villes de Tortone, Voghera et Stradella.

## Historique
La réalisation d'une ligne de chemin de fer entre Alexandrie et Stradella est décidée par une loi promulguée par le royaume de Sardaigne en 1854. En conséquence, trois sociétés sont constituées pour mener à bien les travaux : la Società Sarda Centrale créée à Gênes en 1855 avec le soutien du sénateur Francesco Sauli, une société anonyme d'origine anglaise dirigée par l'ingénieur Ralph Bonfil, et la Società Anonima della Strada Ferrata da Alessandria ai confini di Piacenza e di Lombardia, créée à Voghera en octobre 1855. C'est finalement cette dernière qui obtient la concession de la ligne en janvier 1956, après de nombreuses controverses impliquant certains parlementaires du royaume. La durée de concession était fixée à 85 ans, l'État ayant cependant la possibilité de devenir propriétaire de l'infrastructure après 30 ans de concession. Au cours des négociations, le conseil de la province de Voghera soutient la nécessité de prolonger la ligne de Stradella à Plaisance.
Les travaux sont autorisés à démarrer le 16 janvier 1856. Le projet initial prévoyait la construction du tracé principal d'Alexandrie à Stradella, ainsi que d'une antenne de Tortone à Novi Ligure. Le contrat de concession prévoit l'achèvement de la ligne sous deux ans. Le 3 mai, le Ministère des Travaux publics approuve le tracé projeté, permettant aux travaux, confiés à la société Pianezza & Mazza, de débuter au cours du mois de juillet. 
Malgré quelques ralentissements dus à des désaccords avec l'entreprise chargée de la construction, le premier essai entre Alexandrie, Tortone et Voghera a lieu au cours de l'été 1857. La ligne reçoit son autorisation de mise en service le 30 octobre 1857 et est officiellement inaugurée le lendemain, en présence du roi Victor-Emmanuel II, du président du Conseil Camillo Cavour, et des ministres Urbano Rattazzi et Pietro Paleocapa. La ligne est ouverte au trafic régulier deux jours après la cérémonie. Le tronçon de Voghera à Casteggio est inaugurée le 25 janvier 1858, et la partie restante pour atteindre Stradella est ouverte au trafic en juillet de la même année.
Pendant ce temps, en mai 1857, des banquiers placentins obtiennent la concession pour une durée de 68 ans d'une ligne reliant Plaisance aux frontières de la Sardaigne via Castel San Giovanni ; ils créent dans ce but le 6 juillet 1857 la Società delle ferrovie di Piacenza. En avril 1858, la société sarde et son homologue de Plaisance signent un accord afin de réunir leurs infrastructures respectives. En juin 1858 la Chambre ratifie le décret autorisant cette union.
| Tronçon                          | Inauguration      |
| -------------------------------- | ----------------- |
| Alexandrie - Voghera             | 1er novembre 1857 |
| Voghera - Casteggio              | 25 janvier 1858   |
| Casteggio - Stradella            | 22 juillet 1858   |
| Stradella - Castel San Giovanni  | 5 septembre 1859  |
| Castel San Giovanni - San Nicolò | 20 octobre 1859   |
| San Nicolò - Pont sur la Trebbia | 20 novembre 1859  |
| Pont sur la Trebbia - Plaisance  | 19 janvier 1860   |

En 1859, le territoire du duché de Parme et Plaisance est rattaché aux Provinces-Unies d'Italie centrale puis annexé par le royaume de Sardaigne à la suite du plébiscite du 12 mars 1860. En juillet 1859, la société piacentine cède sa concession à l'État sarde, qui met en service le dernier tronçon de la ligne, du pont sur la Trebbia à Plaisance, le 19 janvier 1860.
Initialement à voie unique, la ligne est doublée dans les années 1890.
À partir de juillet 1905, à la suite de la ratification de la loi n° 137 du 22 avril 1905, la ligne passe sous le contrôle de l'État, à travers l'Agence autonome pour l'exploitation des chemins de fer italiens (Azienda autonoma per l'esercizio delle Ferrovie italiane) nouvellement créée et administrée par le ministère des Travaux publics.
Durant la nuit du 31 mai 1962, un accident se produit dans la gare de Voghera : un train de marchandises en provenance de Milan heurte par l'arrière un train de passagers à destination de Gênes stationné sur la voie n°3. L'accident provoque 60 victimes et 40 blessés, dont 4 décèdent sur le trajet vers l'hôpital, portant le nombre total de décès à 64.
Au cours des années 2020 et 2021, la plupart des gares de la ligne, en particulier celles de Casteggio, Santa Giuletta, Stradella, Arena Po, Sarmato et Rottofreno sont transformées afin d'accueillir des services publics ou des entreprises dans leurs locaux. À terme, l'ensemble des gares intermédiaires de la ligne subiront cette transformation, et seront dès lors commandées à distance depuis le poste de commande Dirigente Centrale Operativo de Milan - Greco Pirelli.

## Caractéristiques
La ligne est à double voie à écartement de 1435 mm, et est électrifiée en courant continu 3000V. Elle peut supporter une charge maximale à l'essieu de 22,5 tonnes, et ne compte pas de pentes supérieures à 6 ‰. 

## Trafic
La ligne est parcourue par des trains de voyageurs appartenant à différents opérateurs. Les trains régionaux de Lombardie, opérés par Trenord, sont présents via la ligne D29, qui effectue le trajet Voghera - Broni - Plaisance, et la ligne D23 Milan - Pavie - Stradella - Plaisance. Les trains régionaux du Piémont, opérés par une branche locale de Trenitalia, desservent le tronçon Voghera - Alexandrie. 
Jusqu'en 2013, la ligne était également desservie par des trains régionaux de l'Émilie-Romagne, qui parcouraient l'intégralité du tracé et continuaient ensuite vers Turin,. Jusqu'en 2018, la ligne était aussi empruntée dans son intégralité par des trains Frecciabianca reliant Turin à Bologne, Lecce et Rome.